# Ana de Miguel Álvarez
Ana de Miguel Álvarez   (Santander, 26 d'octubre de 1961), és una filòsofa espanyola. Des de l'any 2005 és professora Titular de Filosofia Moral i Política a la Universitat Rei Joan Carles de Madrid. En l'actualitat dirigeix el curs de "Historia de Teoría Feminista" del Institut d'Investigacions Feministes de la Universitat Complutense de Madrid.

## Biografia
Va estudiar Filosofia a la Universitat de Salamanca i es va doctorar a la Universitat Autònoma de Madrid. El 1984 va escriure la seva tesina sobre Marxisme i feminisme en Alexandra Kollontai
La seva tesi doctoral es titula Elits i participació política en l'obra de John Stuart Mill. També ha realitzat treballs de recerca sobre les relacions entre feminisme i marxisme, sobre Flora Tristán i sobre el feminista egipci Quasim Amin.

De 1993 a 2005 va treballar com a professora titular de Sociologia del Gènere a la Universitat de La Corunya. L'any 2005 es va incorporar a la Universitat Rei Joan Carles de Madrid com a professora titular de Filosofia Moral i Política.
Va ser membre del Seminari Feminisme i Il·lustració creat per la filòsofa Cèlia Amorós impartit des de 1987 fins a 1994 a la Universitat Complutense de Madrid. El seminari es va transformar en el Projecte de Recerca R+D Feminisme, Il·lustració i Postmodernitat (1995-1999). Amb el treball realitzat en aquesta recerca sumat als estudis realitzats entorn del curs Història de la Teoria Feminista, començat el 1990 des de l'Institut de Recerques Feministes de la Universitat Complutense de Madrid i dirigit des de l'any 2005 per Ana de Miguel, es van publicar els tres volums titulats Teoria Feminista. De la Il·lustració a la globalització.

## Temàtica de la seva recerca
Una de les contribucions bàsiques del seu pensament consisteix en la reconstrucció d'una genealogia feminista.
Treballa sobre el feminisme com a moviment social i sobre la construcció de nous marcs teòrics d'interpretació de la realitat. Referent a això, ha distingit entre les polítiques de redefinició de la realitat i les polítiques reivindicatives. Les seves últimes publicacions se centren en la cerca de claus per comprendre com es reprodueix la desigualtat sexual en les societats formalment igualitàries, especialment entre els joves, sobre el marc teòric de la violència de gènere i sobre la prostitució com a «escola de desigualtat humana».

En la seva obra denuncia la ideologia neoliberal que té com a objectiu convertir la vida en mercaderia, fins i tot els éssers humans. Considera que la conversió dels cossos de les dones en mercaderia és el mitjà més eficaç per difondre i reforçar aquesta ideologia i que l'anomenada «indústria del sexe».

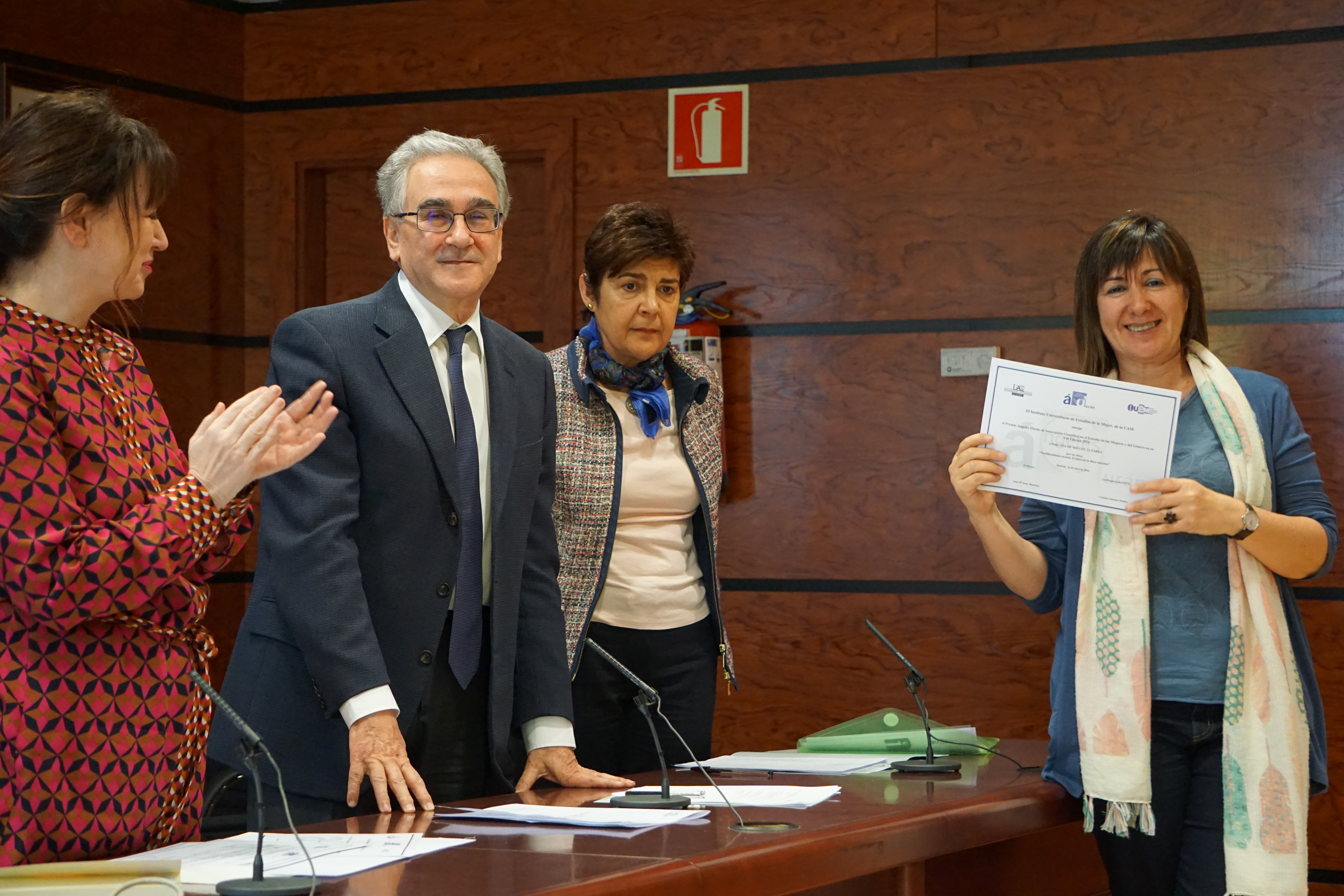
Ana de Miguel rep el Premi Ángeles Duran IUEM 2016 - Universitat Autònoma de Madrid

## Premis
- 2015 Primer Premi ex aequo en la modalitat d'Arts i Humanitats del Consell Social a l'excel·lència investigadora de la Universitat Rei Joan Carles.[7]
- 2016 Comadre d'Or atorgat per la Tertúlia Feminista Les Comadres.[8]
- 2016 Premi Ángeles Durán d'Innovació Científica en l'Estudi de les Dones i del Gènere. (7 edició) Institut Universitari d'Estudis de la Dona. Universitat Autònoma de Madrid.[9]

## Publicacions

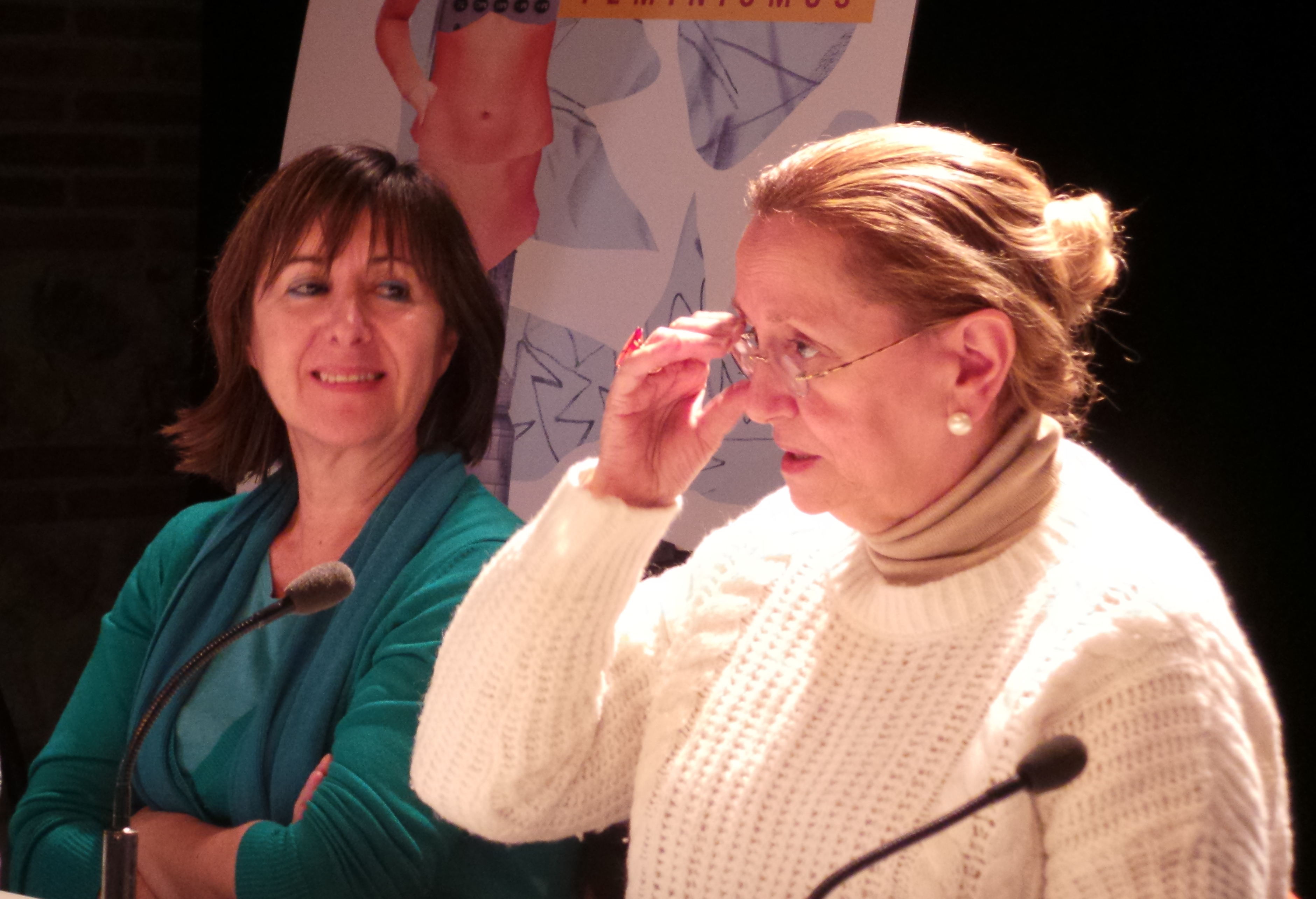
Amelia Valcárcel i Ana de Miguel en la presentació del llibre "Neoliberalisme sexual. El mite de la lliure elecció", a Madrid el 24 de novembre de 2015.

- (2015): Neoliberalismo sexual. El mito de la libre elección, Madrid, Càtedra.
- (2005): Celia Amorós i Ana de Miguel (eds.), Teoría feminista. De la Ilustración a la globalización (3 vols.), Madrid, edicions Minerva.
- (2002): O feminisme ontem i hoje, Lisboa, Ela por Ela.
- (2001): Alejandra Kollontai, Madrid, edicions del Orto.
- (1994): Cómo leer a John Stuart Mill, Madrid, Xúquer.
- (1993): Marxismo y feminismo en Alejandra Kollontai, Madrid, Universitat Complutense de Madrid-Comunitat Autònoma Madrid.